# سبوروکو
سبوروکو (به اسپانیایی: Ceboruco) یک کوه در مکزیک است که در Jala, Nayarit واقع شده‌است. سبوروکو ۲٬۲۸۰ متر بالاتر از سطح دریا واقع شده‌است.